# 미래 (2013년 영화)
미래(Il futuro, The Future)는 이탈리아, 칠레, 독일에서 공동 제작된 알리시아 셜슨 감독의 2013년 드라마 영화이다. 루이지 시아르도 등이 주연으로 출연하였다.
로베르토 볼라뇨의 2002년 소설 Una novelita lumpen에 기반을 둔다.

## 출연

### 주연
- 루이지 시아르도
- 마누엘라 마텔리

### 조연
- 룻거 하우어
- 니콜라스 바포리디스
- 피노 캘라브레세